# Ferrari F40
Ferrari F40 – supersamochód klasy średniej wyprodukowany pod włoską marką Ferrari w 1987 roku.

## Historia i opis modelu

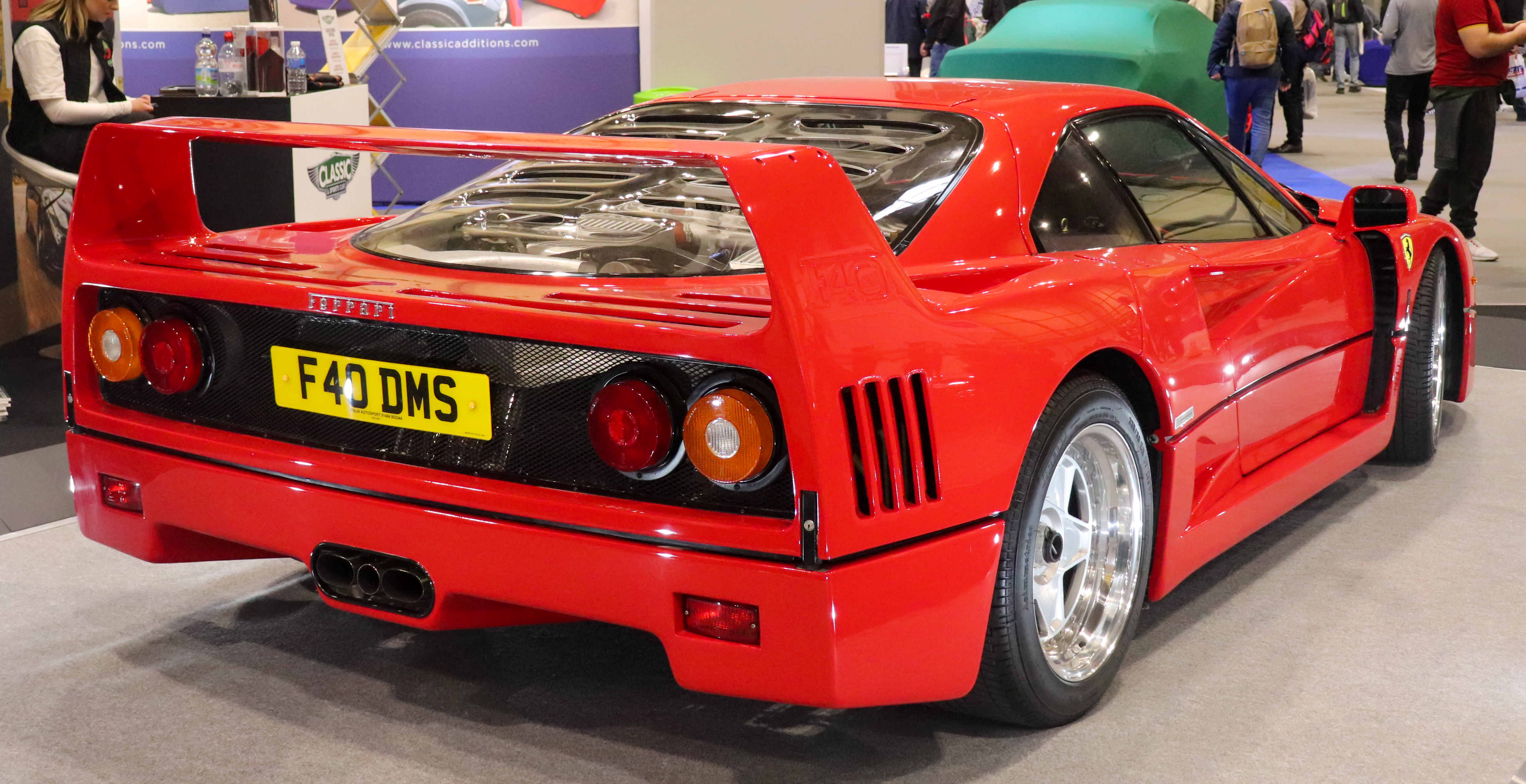
Ferrari F40 - tył

Samochód zadebiutował w 1987 roku, w którym firma Ferrari obchodziła swoje 40-lecie. Kompozytowe panele nadwozia wykonane zostały z wzajemnie ze sobą posklejanych włókien węglowych. Pod nadwoziem zamontowano rurową ramę przestrzenną, do której zamocowano silnik. Silnik to zmodyfikowana jednostka pochodząca od poprzednika, modelu 288 GTO. Ulokowana centralnie jednostka V8 była montowana ręcznie. Moc silnika zwiększały dwie turbosprężarki japońskiej firmy IHI. Napęd przekazywany był na oś tylną. W modelu F40 jedna z turbin pracowała w dolnym zakresie zaś druga włączała się na wyższych prędkościach obrotowych (od 5000 obr./min).
Ferrari F40 miało niezależne zawieszenie z przodu i z tyłu, które było na sztywno ustawione do jazdy sportowej. W późniejszych latach jako opcję można było wybrać zawieszenie o zmiennej wysokości, sterowane elektronicznie. Prędkość maksymalna wynosiła 320 km/h.
Ferrari F40 jest ostatnim modelem zleconym i zatwierdzonym przez Enzo Ferrari (zmarł w 1988), założyciela firmy. F40 jest obok Porsche 959, Jaguara XJ220, Lamborghini Diablo, McLarena F1 i Bugatti EB 110 jednym z charakterystycznych supersamochodów przełomu lat 80. i 90.
Wyprodukowano 1310–1315 sztuk.

### Dane techniczne
Ferrari F40 (1987-1992)
Silnik i napęd:
- Typ: V8, 90o, F120 A
- Ustawienie: Centralnie, wzdłużnie
- Rozrząd: DOHC, 4 zawory na cylinder
- Objętość skokowa: 2936 cm³
- Doładowanie: Dwie turbosprężarki IHI RHB 53LW
- Moc maksymalna: 478 KM przy 7000 obr./min
- Objętościowy wskaźnik mocy: 162,81 KM/l
- Maksymalny moment obrotowy: 577 Nm przy 4000 obr./min
- Skrzynia biegów: 5-biegowa, manualna
- Typ napędu: Na tylne koła

Hamulce i koła: 
- Hamulce przednie: Tarczowe, wentylowane, średnica 330 mm
- Hamulce tylne: Tarczowe, wentylowane, średnica 330 mm
- Koła przednie: 8 × 17”
- Koła tylne: 13 × 17”
- Opony przednie: 245/40 R 17
- Opony tylne: 335/35 R 17

Masy i wymiary:
- Masa własna: 1325 kg (według normy UE)
- Stosunek masy do mocy: 2,77 kg/KM
- Długość: 4430 mm
- Szerokość: 1989 mm
- Wysokość: 1130 mm
- Rozstaw osi: 2451 mm

Osiągi (zmierzone):
- Przyspieszenie 0-40 km/h: 1,53 s
- Przyspieszenie 0-60 km/h: 2,25 s
- Przyspieszenie 0-80 km/h: 2,92 s
- Przyspieszenie 0-100 km/h: 4,50 s
- Przyspieszenie 0-120 km/h: 5,46 s
- Przyspieszenie 0-140 km/h: 6,52 s
- Przyspieszenie 0-160 km/h: 8,37 s
- Przyspieszenie 0-180 km/h: 9,85 s
- Przyspieszenie 0-200 km/h: 11,59 s
- Przyspieszenie 0-220 km/h: 14,00 s
- Przyspieszenie 0-240 km/h: 16,51 s
- Przyspieszenie 0-260 km/h: 20,06 s
- Przyspieszenie 40-60 km/h na 4. biegu: 4,59 s
- Przyspieszenie 40-80 km/h na 4. biegu: 8,27 s
- Przyspieszenie 40-100 km/h na 4. biegu: 11,39 s
- Przyspieszenie 40-120 km/h na 4. biegu: 13,62 s
- Przyspieszenie 80-100 km/h na 5. biegu: 5,68 s
- Przyspieszenie 80-120 km/h na 5. biegu: 10,26 s
- Przyspieszenie 80-140 km/h na 5. biegu: 13,63 s
- Przyspieszenie 80-160 km/h na 5. biegu: 16,12 s
- Przyspieszenie 80-180 km/h na 5. biegu: 18,63 s
- Przyspieszenie 80-200 km/h na 5. biegu: 21,49 s
- Przyspieszenie 80-220 km/h na 5. biegu: 24,92 s
- Przyspieszenie 80-240 km/h na 5. biegu: 28,53 s
- Przyspieszenie 80-260 km/h na 5. biegu: 33,14 s
- Czas przejazdu 100 m ze startu stojącego: 5,42 s
- Czas przejazdu 400 m ze startu stojącego: 11,97 s
- Czas przejazdu 1000 m ze startu stojącego: 20,80 s
- Prędkość maksymalna: 325,168 km/h
- Droga hamowania ze 100 km/h: 38,9 m
- Droga hamowania ze 160 km/h: 100,0 m
- Droga hamowania z 200 km/h: 151,7 m

Ferrari F40 GT (1992)
Silnik i napęd:
- Typ: V8, 90o, F120 A
- Ustawienie: Centralnie, wzdłużnie
- Rozrząd: DOHC, 4 zawory na cylinder
- Objętość skokowa: 2936 cm³
- Doładowanie: Dwie turbosprężarki IHI
- Moc maksymalna: 560 KM przy 7000 obr./min
- Objętościowy wskaźnik mocy: 190,74 KM/l
- Skrzynia biegów: 5-biegowa, manualna
- Typ napędu: Na tylne koła

Hamulce i koła: 
- Hamulce przednie: Tarczowe, wentylowane
- Hamulce tylne: Tarczowe, wentylowane

Masy i wymiary:
- Masa własna: 1200 kg (według normy DIN)
- Stosunek masy do mocy: Od 2,14 kg/KM
- Długość: 4430 mm
- Szerokość: 1989 mm
- Rozstaw osi: 2451 mm

Osiągi:
- Przyspieszenie 0-100 km/h: 3,2 s
- Prędkość maksymalna: Ok. 350 km/h

Ferrari F40 LM (1989-1994)
Silnik i napęd:
- Typ: V8, 90o, F120 B
- Ustawienie: Centralnie, wzdłużnie
- Rozrząd: DOHC, 4 zawory na cylinder
- Objętość skokowa: 2936 cm³
- Doładowanie: Dwie turbosprężarki IHI
- Moc maksymalna: 720 KM przy 7500 obr./min
- Objętościowy wskaźnik mocy: 245,23 KM/l
- Maksymalny moment obrotowy: 706 Nm
- Skrzynia biegów: 5-biegowa, manualna
- Typ napędu: Na tylne koła

Hamulce i koła: 
- Hamulce przednie: Tarczowe, wentylowane
- Hamulce tylne: Tarczowe, wentylowane
- Koła przednie: 18”
- Koła tylne: 18”

Masy i wymiary:
- Masa własna: 1200 kg (według normy DIN)
- Stosunek masy do mocy: 1,67 kg/KM
- Długość: 4430 mm
- Szerokość: 1989 mm
- Rozstaw osi: 2451 mm

Osiągi:
- Przyspieszenie 0-100 km/h: 3,1 s
- Prędkość maksymalna: 367 km/h

 Ferrari F40 GTE (1994-1996)
Silnik i napęd:
- Typ: V8, 90o, F120 B
- Ustawienie: Centralnie, wzdłużnie
- Rozrząd: DOHC, 4 zawory na cylinder
- Objętość skokowa: 2936 cm³, 3446 cm3 lub 3496 cm³
- Doładowanie: Dwie turbosprężarki IHI
- Moc maksymalna: 660 KM przy 8500 obr./min (3,0 l), 900 KM (przy 3496 cm³ bez restryktora)
- Objętościowy wskaźnik mocy: Od 224,80 KM/l do 257,44 KM/l
- Skrzynia biegów: 6-biegowa, sekwencyjna z Ferrari 333 SP
- Typ napędu: Na tylne koła

Hamulce i koła: 
- Hamulce przednie: Tarczowe, wentylowane
- Hamulce tylne: Tarczowe, wentylowane
- Koła przednie: 18”
- Koła tylne: 18”

Masy i wymiary:
- Masa własna: 1200 kg (według normy DIN)
- Stosunek masy do mocy: Od 1,82 kg/KM do 1,33 kg/KM
- Długość: 4430 mm
- Szerokość: 1989 mm
- Rozstaw osi: 2451 mm

Osiągi:
- Przyspieszenie 0-100 km/h: 3 s
- Prędkość maksymalna: Ok. 360 km/h

Hamann F40 (1994)
Silnik i napęd:
- Typ: V8, 90o, F120 A
- Ustawienie: Centralnie, wzdłużnie
- Rozrząd: DOHC, 4 zawory na cylinder
- Objętość skokowa: 2936 cm³
- Doładowanie: Dwie turbosprężarki KKK
- Moc maksymalna: 620 KM przy 7800 obr./min
- Objętościowy wskaźnik mocy: 211,17 KM/l
- Skrzynia biegów: 5-biegowa, manualna
- Typ napędu: Na tylne koła

Hamulce i koła: 
- Hamulce przednie: Tarczowe, wentylowane
- Hamulce tylne: Tarczowe, wentylowane
- Koła przednie: 11 × 17”
- Koła tylne: 14 × 17”
- Opony przednie: 275/35 R 17
- Opony tylne: 335/35 R 17

Masy i wymiary:
- Masa własna: 1202 kg (według normy DIN)

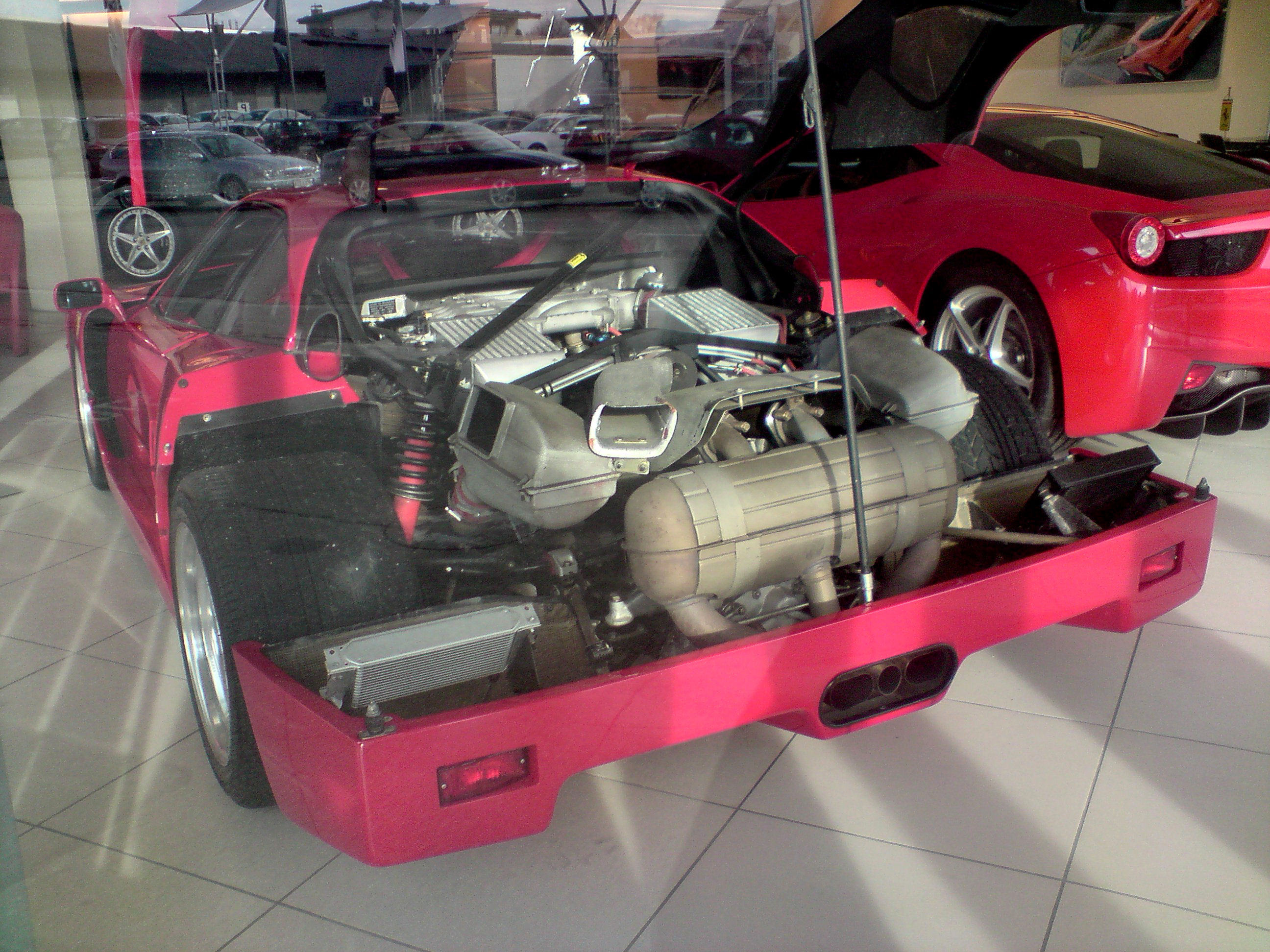
Silnik napędzający Ferrari F40

- Stosunek masy do mocy: 1,94 kg/KM
- Długość: 4430 mm
- Szerokość: 1989 mm
- Rozstaw osi: 2451 mm

Osiągi:
- Przyspieszenie 0-100 km/h: 3,8 s
- Prędkość maksymalna: 345 km/h